# Koroa
Koroa.- /Značenje imena je nepoznato/ Pleme američkih Indijanaca porodice Tonikan, nastanjeni u drugoj polovici 17. i ranom 18 stoljeću na obalama donjeg Mississippija u Mississippiju i Louisiani, osobito na donjem toku rijeke Yazoo. Prema Mooneyevoj procjeni (1928) plemena Koroa, Yazoo, Tunica i Ofo imala su 1650 oko 2,000 pripadnika. Le Page du Pratz, francuski putnik procjenio je 1730. da imaju 40 kuća ili oko 300 osoba. 

## Ime
Od Choctaw Indijanaca nazivani su Kúlua, što nije ništa drugo nego njihov izgovor imena Koroa. Plemena Muskhogean ne mogu izgovarati glas  'r' , što je Koroa Indijance koji ga imaju, a što je još (1758) ustanovio Le Page du Pratz, automatski svrstalo porodici Tonikan.

## Sela
Po imenu nije poznato nijedno selo Koroa Indijanaca.

## Povijest
Prvi bijeli ljudi koji su naišli na Koroe najvjerojatnije su bili su De Sotovi ljudi 1541. koji se u njegovim naracijama spominju kao Coligua i Coligoa a življaše na području današnjeg Arkansasa, blizu današnjeg Little Rocka. Njihovo ime kasnije nalazimo 1672. na Marquettovoj mapi kao Akoroa. La Salle nam daje prve vrijedne podatke o njima za vrijeme njegovog posjeta ovom plemenu rane 1682. godine, koji opisuje njihove nastambe oblika kupole, visoke oko 15 stopa (4,5 m), napravljene od trske, bez prozora. La Salle spominje i jezik za koji kaže da je različit od onoga koma se služe plemena Natchez i Taensa, ali da su im običaji vrlo slični. 
Tonti Koroe posjećuje 1690. u području rijeka Red River i Koroa. S Francuzima oni nisu u prijateljskim odnosima i saveznici su Yazoo i Chickasaw Indijanaca i 1702. ubijaju, navodno na spavanju, francuskog svećenika Nicholas Foucaulta i dvojicu ili trojicu njegovih suputnika. Godine 1704. doživlajvaju ozbiljne poraze od plemena Quapaw, neprijateljskog plemena iz grupe Dhegiha, nakon čega se koncentriraju u području rijeke Yazoo. Neprijateljstvo prema Francuzima i dalje je na snazi, a ustankom Natcheza protiv Francurza [1729]., priključuju im se sa svojim Yazoo saveznicima. Masakriraju francuski garnizon i u pokolju stradava nekoliko stotina ljudi, uključujući i oca Paul Du Poissona. Nakon ovog pokolja stradavaju i sami Koroe, izvrgnuti napadima Indijanaca Chakchiuma, Choctaw i Quapaw. 
Godine 1731., možda ih je oko 300, a žive zajedno s Yazooima i iste te godine u pomoći su Natchezima u napadu na Tunica Indijance, u kojemu ginu najbolji ratnici Tunica i njihov poglavica Cahura-Joligo. Tunice se nakon ovog poraza više nikada nisu uspjeli oporaviti, ali to je već i posljednji rat Koroa. 
Godine 1742. žive još tek u jednom naselju s Yazoima. Koroe će nestati u populaciji snažnog plemena Choctaw. Godine 1825. na području Mississippija rodio se Allen Wright,  koji zajedno s Choctaw plemenom 1832. Stazom suza odlazi na Indian Territory. Wright dijelom ima bijele krvi, a dijelom je Koroa, a svoju mladost je proveo s obitelji prezbiterijanskog misionara Cyrus Kingsburya. Ovaj čovjek 1866. postat će vrhovni poglavica naroda Choctaw. Oženit će se gospođicom Harriet Newell Mitchell iz Daytona u Ohiju, koja će mu roditi nekoliko djece: M. D. Eliphalet Mott Wright iz Olneya, Oklahoma; Frank Hall Wright iz Dallasa, Texas; Mary Wallace i Anna W. Ludlow, iz Wapanucka, Oklahoma; Allen Wright, jr., pravnik iz South McAlester, Oklahoma; Clara E. Richards, Kathrine Wright, i C. E. James B. Wright, svi iz Wapanucka, Oklahoma. Ovi ljudi posljednji su trag nekad ratobornog plemena Koroa.

## Etnografija
Kada je De Soto u proljeće 1541 pristigao u  'provinciju'  Quizquiz ,odnosno na istočno obalu Mississippija on tu nalazi  'gradove'  i plemena što su govorila tonikan jezicima. Ova plemena poznata su nam danas kao Koroa u Tunica. Istu situaciju, ili sličnu zatiču i Francuzi u kasnom 17. stoljeću. Kultura ovih Indijanaca tipa je jugoistočnih ratara, kakvu nalazimo kod Caddoan i Muskhogean Indijanaca. Oni su sjedilačko stanovništvo koje se bavi uzgojem kukuruza. uz ovo žene Koroa i Tunica sakupljale su i razno divlje voće i bilje, korijenje i sjemenke, dok su muškarci lovili jelena, medvjeda, a po svoj prilici i bizona, i tako dolazili do mesa, krzana i koža. Evaporacijom vode iz slanih izvora Tunicani dolaze do soli, te njome trguju s drugim plemenima.
Muškarci su po toplom vremenu na sebi nosili jelenje pregače, tetovirali su se i nosili naušnice. ženska nošnja sastojala se od kratkih suknjica od tape (unutrašnje kore) dudovog drveta. I one su se tetovirale, poput svojih muževa, i nosile naušnice i ušni nakit. Kosu su plele u dugu pletenicu, umotanu u kotač na vrhu glave. Za vrijeme zime i muškarci i žene nosili su plašteve od dudove tape, puranovo perje i krzna mošusnog štakora.
Obožavanje Sunca što nalazimo kod Natchez i Tunica Indijanaca, moglo bi biti prisutno i kod Koroa, a i francuski putnici pišu da svoje kuće 'ukrašavaju okruglim pločama sjajnoga bakra,...'.  
Kuće su Koroa oblika kupole, as pokraj svake su se nalazili hambari podignuti nad zemljom. Ovo nalazimo kod Tunica, a i kod istočnih Siouan Indijanaca. Svoje plesne ceremonije vršili su na središnjem trgu (plazi).

## Vanjske poveznice
- Koroa Indian Tribe History
- Koroa  Arhivirana inačica izvorne stranice od 5. siječnja 2011. (Wayback Machine)